# Eyes Adrift
Gli Eyes Adrift sono stati un supergruppo rock statunitense attivo nel periodo 2002-2003.
Il gruppo ha pubblicato un album in studio eponimo nel settembre 2002.

## Formazione
- Krist Novoselic (Nirvana) - basso, voce
- Curt Kirkwood (Meat Puppets) - chitarra, voce
- Bud Gaugh (Sublime, Long Beach Dub Allstars) - batteria, percussioni, sintetizzatore

## Discografia
Album
- 2002 - Eyes Adrift